# Harro Günther
Harro Günther (* 3. Dezember 1952) ist ein ehemaliger deutscher Fußballspieler, der 1974/75 für den FC Carl Zeiss Jena in der DDR-Oberliga, der höchsten Spielklasse im DDR-Fußball, spielte. 

## Sportliche Laufbahn
Mit dreizehn Jahren wurde Harro Günther 1966 in die Nachwuchsabteilung des Oberligisten FC Carl Zeiss Jena aufgenommen. Von 1969 bis 1971 spielte er für den FC in der Juniorenoberliga, hatte aber schon in der Saison 1970/71 seine ersten Auftritte in der zweitklassigen DDR-Liga, wo er für die 2. Mannschaft des FCC fünf Spiele bestritt. Bereits eine Spielzeit später war Günther mit 19 Einsätzen bei 22 Ligaspielen Stammspieler der 2. Mannschaft, in der vorwiegend den Libero-Posten besetzte. Dort war er auch für die Saison 1972/73 vorgesehen, musste aber ab November einen einjährigen Reservistendienst in der Nationalen Volksarmee ableisten. Erst im Oktober 1973 kehrte Günther zum FC Carl Zeiss zurück und erhielt seinen Stammplatz als Libero zurück. Zur Saison 1974/75 war Güther auch wieder für die 2. Mannschaft vorgesehen. Er kam allerdings sowohl in der Hinrunde wie auch in der Rückrunde in insgesamt sieben Oberligaspielen zum Einsatz, bei denen er den etatmäßigen Libero Helmut Stein ersetzte. Daneben spielte Günther in 14 der 22 DDR-Liga-Spiele weiter in der 2. Mannschaft. Für die Saison 1975/76 war Günther zwar für die Oberligamannschaft vorgesehen, wurde dort aber nicht berücksichtigt. Auch in der 2. Mannschaft lief es für Günther nicht optimal, denn von den 22 Punktspielen bestritt er nur zehn Partien. Nachdem er nach Ende der Spielzeit auf 72 DDR-Liga-Spiele mit zwei Toren und sieben Oberligaspiele gekommen war, verließ Harro Günther den FC Carl Zeiss Jena. Er schloss sich der drittklassigen Bezirksligamannschaft von Motor Neustadt/Orla, wo er noch bis 1987 aktiv blieb. 